# Axel Janse
Axel Reinhold Janse, född 17 september 1887 i Stockholm, död 2 februari 1971 i Vallsta Arbrå i Gävleborgs län, var en svensk skådespelare och inspicient.
Efter läroverksstudier 1897–1905  gick Janse Dramatens elevskola 1909–1911. Han filmdebuterade 1910 och han kom att medverka i tio filmer fram till och med 1946. Han var även verksam på teatern och gjorde 146 roller på Dramaten mellan 1909 och 1953. Han var också engagerad i Allan Rydings sällskap.
Han gifte sig 1917 med skådespelaren Lisa Hertzberg (1893–1966), syster till hovsångerskan Brita Hertzberg. Makarna Janse är gravsatta på Norra begravningsplatsen utanför Stockholm.

## Filmografi
Roller
- 1910 – Regina von Emmeritz och Konung Gustaf II Adolf
- 1910 – Emigrant
- 1910 – Bröllopet på Ulfåsa
- 1913 – Ingeborg Holm
- 1914 – För sin kärleks skull
- 1923 – En rackarunge
- 1925 – Ingmarsarvet
- 1925 – Karl XII del II
- 1945 – Pettersson & Bendels nya affärer
- 1946 – När ängarna blommar

Inspicient
- 1925 – Ingmarsarvet

## Teater

### Roller (ej komplett)
| År   | Roll                                         | Produktion                                                                          | Regi              | Teater                     |
| ---- | -------------------------------------------- | ----------------------------------------------------------------------------------- | ----------------- | -------------------------- |
| 1918 | Norfolk                                      | Richard III (The Tragedy of Richard the Third) William Shakespeare                  | Einar Fröberg     | Intima teatern             |
| 1919 | Abraham En apotekare                         | Romeo och Julia (The Tragedy of Romeo and Juliet) William Shakespeare               | Gunnar Klintberg  | Svenska teatern, Stockholm |
| 1921 | Dourlan                                      | Hemkomsten (Le Retour) Robert de Flers och Francis de Croisset                      | Karl Hedberg      | Dramaten                   |
| 1921 | Berggren                                     | Svenskt folk Ivar Thor Thunberg                                                     | Gustaf Linden     | Dramaten                   |
| 1921 | Kocken                                       | Elektra Hugo von Hofmannsthal                                                       | Tor Hedberg       | Dramaten                   |
| 1921 | En betjänt                                   | Porträttet (Am Teetisch) Karl Sloboda                                               | Karl Hedberg      | Dramaten                   |
| 1921 | En betjänt                                   | Jokern (A Social Convenience) H. Marsh Harwood                                      | Olof Molander     | Dramaten                   |
| 1922 | En hovmästare                                | Cirkeln (The Circle) W. Somerset Maugham                                            | Gustaf Linden     | Dramaten                   |
| 1922 |                                              | Rosen på Tistelön Emilie Flygare-Carlén                                             | Olle Broberg      | Centralteatern             |
| 1923 | Carl Andersson                               | Stiliga Agusta Gustaf af Geijerstam                                                 | Leopold Edin      | Lilla Folkteatern          |
| 1923 | Farbror Sten                                 | 33,333 Algot Sandberg                                                               | Leopold Edin      | Lilla Folkteatern          |
| 1923 |                                              | Frun av stånd och frun i ståndet Frans Hedberg                                      |                   | Folkteatern                |
| 1923 | Nils, ung bonddräng                          | Jazzflugan Sven Rune                                                                | Hjalmar Peters    | Folkteatern                |
| 1924 | "Blanketten" Wange                           | Högsta vinsten Hjalmar Peters                                                       | Hjalmar Peters    | Folkteatern                |
| 1927 |                                              | Folket i Simlångsdalen Fredrik Ström                                                |                   | Turné                      |
| 1927 | Landry                                       | Ljusstaken (Le Chandelier) Alfred de Musset                                         | Olof Molander     | Dramaten                   |
| 1927 | Albert                                       | Doktor Mirakel (Le Docteur Miracle) Robert de Flers och Franois de Croisset         | Karl Hedberg      | Dramaten                   |
| 1928 | Hovmästaren Vaktmästaren i ministeriet       | Hoppla, vi lever! (Hoppla, wir leben!) Ernst Toller                                 | Per Lindberg      | Dramaten                   |
| 1928 | Kammarherren                                 | Diktatorn (Le Dictateur) Jules Romains                                              | Per Lindberg      | Dramaten                   |
| 1928 | Förste poliskonstapeln                       | Försvarsadvokaten (A doktor úr) Ferenc Molnar                                       | Karl Hedberg      | Dramaten                   |
| 1928 | En betjänt                                   | Ryktbarhet (The Great Adventure) Arnold Bennett                                     | Gustaf Linden     | Dramaten                   |
| 1929 | Herr Meyer                                   | Siegfried Jean Giraudoux                                                            | Olof Molander     | Dramaten                   |
| 1930 | Le Ribuchon                                  | Topaze Marcel Pagnol                                                                | Gustaf Linden     | Dramaten                   |
| 1931 | Inspicienten                                 | Thalias barn Tor Hedberg                                                            | Gustaf Linden     | Dramaten                   |
| 1931 | En biblioteksvaktmästare                     | Jag har varit en tjuv! Sigfrid Siwertz                                              | Olof Molander     | Dramaten                   |
| 1931 | Groffin                                      | Pickwick-klubben (The Pickwick Club) František Langer efter Charles Dickens         | Olof Molander     | Dramaten                   |
| 1932 | Edouard                                      | Fröken (Mademoiselle) Jacques Deval                                                 | Olof Molander     | Dramaten                   |
| 1932 | Avdulin Kypare                               | Revisorn (Ревизо́р, Revizór) Nikolaj Gogol                                           | Alf Sjöberg       | Dramaten                   |
| 1932 | Jafet Jakob Andra trollkarlen                | Guds gröna ängar (The Green Pastures) Marc Connelly                                 | Olof Molander     | Dramaten                   |
| 1934 | Santini                                      | De hundra dagarna (Campo di Maggio) Benito Mussolini och Giovacchino Forzano        | Rune Carlsten     | Dramaten                   |
| 1934 | En betjänt                                   | Den italienska halmhatten (Un chapeau de paille d’Italie) Eugene Labiche            | Olof Molander     | Dramaten                   |
| 1934 | Handelsministern                             | En hederlig man Sigfrid Siwertz                                                     | Alf Sjöberg       | Dramaten                   |
| 1934 | Betjänten                                    | Anständighetens vällust (Il piacere dell’onestà) Luigi Pirandello                   | Anders de Wahl    | Dramaten                   |
| 1935 | Kumlin                                       | Kvartetten som sprängdes Birger Sjöberg                                             | Rune Carlsten     | Dramaten                   |
| 1935 | Gustave                                      | Trots allt (Espoir) Henry Bernstein                                                 | Rune Carlsten     | Dramaten                   |
| 1935 | En vaktmästare hos presidenten               | Den gröna fracken (L’Habit vert) Gaston Arman de Caillavet                          | Rune Carlsten     | Dramaten                   |
| 1936 | En betjänt                                   | Hittebarnet August Blanche                                                          | Rune Carlsten     | Dramaten                   |
| 1937 | En scenarbetare                              | Skönhet Sigfrid Siwertz                                                             | Alf Sjöberg       | Dramaten                   |
| 1937 | En upphetsad man Föreståndaren Gäst 2 Fadern | Vår ära och vår makt (Vår ære og vår makt) Nordahl Grieg                            | Alf Sjöberg       | Dramaten                   |
| 1938 | Ett stadsbud                                 | Sex trappor upp (Sixième étage) Alfred Gehri                                        | Pauline Brunius   | Dramaten                   |
| 1939 | Auguste                                      | Mitt i Europa (Idiot’s Delight) Robert E. Sherwood                                  | Rune Carlsten     | Dramaten                   |
| 1939 | Debrun                                       | Nederlaget Nordahl Grieg                                                            | Svend Gade        | Dramaten                   |
| 1939 | Biträdet                                     | Bridgekungen (Le Valet maître) Paul Armont och Léopold Marchand                     | Rune Carlsten     | Dramaten                   |
| 1939 | Fotograf Pettersson                          | Kejsaren av Portugallien Selma Lagerlöf                                             | Rune Carlsten     | Dramaten                   |
| 1940 | Jim                                          | Koppla av (You Can’t Take it with You) Moss Hart och George S. Kaufman              | Carlo Keil-Möller | Dramaten                   |
| 1940 | Änklingen                                    | Den lilla hovkonserten (Das kleine Hofkonzert) Toni Impekoven och Paul Verhoeven    | Rune Carlsten     | Dramaten                   |
| 1941 | Förste kyparen                               | Vi skiljas (Divorçons) Victorien Sardou och Émile de Najac                          | Alf Sjöberg       | Dramaten                   |
| 1943 | Förste betjänten                             | Kungen (Le Roi) Robert de Flers, Emmanuel Arène och Gaston Arman de Caillavet       | Rune Carlsten     | Dramaten                   |
| 1945 | En turist                                    | Av hjärtans lust Karl Ragnar Gierow                                                 | Rune Carlsten     | Dramaten                   |
| 1949 | Rättstjänaren                                | En dag av tusen (Anne of the Thousand Days) Maxwell Anderson                        | Olof Molander     | Dramaten                   |
| 1950 | Mårten                                       | Ljungby horn Frans Hedberg                                                          | Carl-Henrik Fant  | Dramaten                   |
| 1950 | Rentieren                                    | Tokiga grevinnan (La Folle de Chaillot) Jean Giraudoux                              | Olof Molander     | Dramaten                   |
| 1951 | Auktionsförrättaren                          | Onkel Toms stuga (Uncle Tom's cabin, or Life Among the Lowly) Harriet Beecher Stowe | Carl-Henrik Fant  | Dramaten                   |
| 1951 | Mäster Petrus, skolmästare i Salem           | Amorina Carl Jonas Love Almqvist                                                    | Alf Sjöberg       | Dramaten                   |
| 1951 | Kören: Mannen med den sjuka ryggen           | Simon trollkarlen Tore Zetterholm                                                   | Arne Ragneborn    | Dramaten                   |